# Тидаанский миштекский язык
Тидаанский миштекский язык (Mixteco de San Pedro Tidaá, Mixteco de Tidaá, North Central Nochixtlán Mixtec, Tidaá Mixtec) — вымирающий миштекский язык, на котором говорят в городе Сан-Педро-Тидаа штата Оахака в Мексике. Его используют 13 % детей 5-15 лет (1990). Другие дети не изучают миштекский язык.